# NGC 7595
NGC 7595 (другое обозначение — PGC 71004) — эллиптическая галактика (E) в созвездии Пегас.
Этот объект входит в число перечисленных в оригинальной редакции «Нового общего каталога».